# Александер Каковський
Олександр Каковський (пол. Aleksander Kakowski; 5 лютого 1862, Дембіни, Російська імперія, нині Польща — 30 грудня 1938, Варшава, Польща) — польський кардинал. Архієпископ Варшави з 7 травня 1913 по 30 грудня 1938 року. Кардинал-священик з 15 грудня 1919, з титулом церкви Сант-Агостіно з 18 грудня 1919.
Випускник, а пізніше з 1910 по 1913 рік — ректор Імператорської Римсько-католицької духовної академії в Санкт-Петербурзі.
У 1917—1918 рр. — один з 3 членів Регентської ради Королівства Польського.